# Jean-Baptiste Joly
Jean-Baptiste Joly   (Bordeus, segle XVIII - Saint-Laurent-sur-Sèvre, 1796) fou un militar francès i un general vendeà.

## Biografia
Va ser sergent i cirurgià en el regiment de Flandes sota l'Antic Règim. Sota la Revolució, va esdevenir fiscal de La Chapelle-Hermier, però va ser suspès per haver amagat un sacerdot refractari. En començar la revolta de La Vendée, es va convertir en un dels líders dels insurgents. Va establir un campament a La Mothe-Achard, es va declarar "demòcrata reialista" i "comandant general del campament sota Les Sables". Va intentar dues vegades assaltar Les Sables d'Olonne, els dies 24 i 29 de març, però sense èxit.
A l'abril va ser colpejat pel general Maurille de Boulard. Es veu obligat a unir-se a Charette, després de l'entrada al camp de l'exèrcit de Magúncia al setembre.
Durant la Gir de galerna, va romandre a Vendée i va lluitar als voltants de Challans. El 1794 lluità contra les columnes infernals. Durant la batalla de Legé, va perdre els seus dos fills, un mort entre els reialistes, l'altre entre els republicans. Segons una llegenda, enfadat de tristesa per l'anunci de la mort del seu fill mort al bàndol Vendeà, hauria ordenat l'execució del seu segon fill capturat amb l'uniforme republicà. Tanmateix, aquesta història es va posar en dubte i, segons una altra versió, el jove republicà Joly va ser simplement mort en acció.
Joly, hostil a la dominació de Charette, a Bas-Poitou, decideix desertar després de la designació del primer com a cap general. Però arribat a una fonda, a prop de Saint-Laurent-sur-Sèvre, és pres per un espia pels soldats de Stofflet i és assassinat durant un tiroteig.

## Mirades contemporànies
| « | "Jean-Baptiste Joly va ser sens dubte el més valent de l'exèrcit; tot i que d'edat avançada, el seu vigor i lleugeresa igualaven el seu valor. en el tema de Quatre-Chemins el mes de desembre, perseguia tres republicans sols, que li van presentar successivament amb els extrems dels seus fusells, impedint que pogués pegar-ne cap. Ben aviat es va arreglar, va impulsar el cavall cap al més proper; Aquest últim el va ferir lleugerament, els altres van fugir, els va atabalar tots tres. M. Joly era del barri de Bordeus; havia vingut a viure a Palluau on practicava cirurgia, rellotgeria i altres petits talents. Va ser un dels primers líders escollits pels camperols durant la insurrecció; prengué per tant el títol de general i exercí la seva autoritat amb cruel despotisme. Va cremar diverses cases de patriotes al voltant de Les Sables, va fer que altres paguessin rescats que volien eximir-se d'aquest tractament; va prendre dels seus soldats el botí que havien agafat a la batalla i es va apropiar del tot; va matar els que no caminaven prou ràpid pel foc en diferents moments; Li va volar el cervell a un excel·lent tirador que es va negar a reconèixer la seva autoritat i seguir les seves ordres amb el pretext que era de l'exèrcit Charette. Odiava la noblesa, va buscar una disputa amb M. Charette i va intentar diverses vegades implicar-lo en un tema particular; sovint el va tractar com un covard en presència dels seus soldats, però malgrat la seva brutalitat i les molèsties que va causar, els soldats l'estimaven per la seva valentia i el seu exèrcit que lluitava bé sota les seves ordres mai va valer gran cosa sota els diferents caps que el van succeir. S'ha dit que el seu saqueig li havia adquirit una gran fortuna que estava en mans de la seva dona en el moment de la seva detenció, que Launay va apoderar-se de l'or i que l'havia disparat per robar el coneixement de tal trobar-se. L'esplèndida manera en què Launay ha viscut des de la seva divisió atorga massa autoritat a aquests rumors." | » |

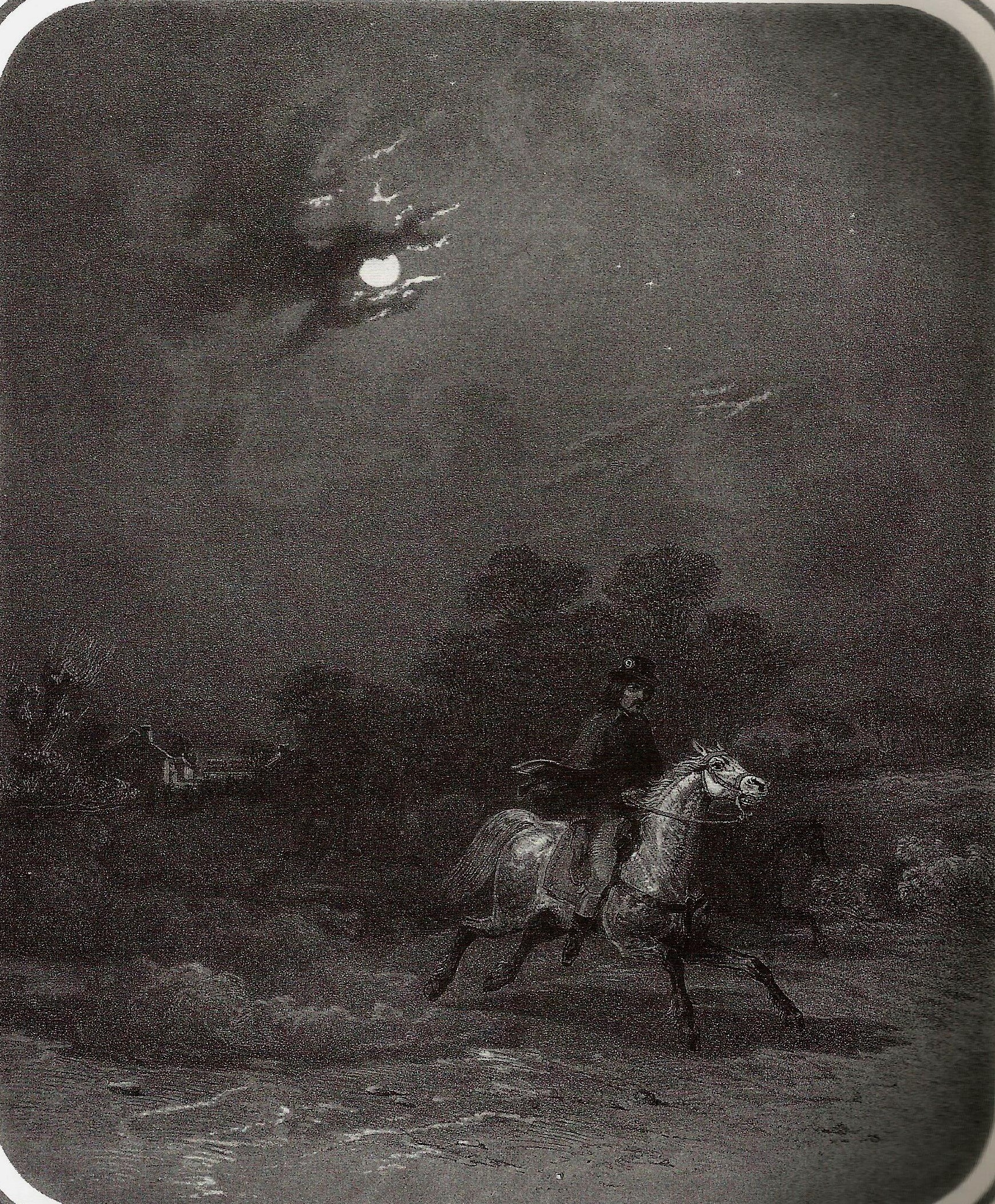
El general Joly a Els quatre camins, pintura de Thomas Drake

- Pierre-Suzanne Lucas de La Championnière -